# Dendronephthya spissa
Dendronephthya spissa is een zachte koraalsoort uit de familie Nephtheidae. De koraalsoort komt uit het geslacht Dendronephthya. Dendronephthya spissa werd in 1962 voor het eerst wetenschappelijk beschreven door Tixier-Durivault & Prevor. 